# Panaeolus sphinctrinus
Espèce
Panaeolus sphinctrinus, le panéole à gaine, aussi connu sous le nom de panéole du fumier, est une espèce de champignons basidiomycètes humicoles croissant en été et à l'automne, dans les champs bien fertilisés par les bouses ou autres crottins.

## Taxonomie
Parmi les synonymes :
- Agaricus sphinctrinus Fr. (basionyme)
- Panaeolus papilionaceus (Bull.) Quél. (1872) - qui serait le nom actuel selon Mycobank
- Panaeolus campanulatus (L.) Quél.
- Panaeolus retirugis

Variété :
- Panaeolus papilionaceus var. parvisporus

## Description
Le chapeau (1–5 cm de diamètre) est gris-cendré à gris-brunâtre. Il est caractérisé par sa forme en cloche dite de téton.
Les lamelles sont gris bleuâtre. 
Le pied (4–15 cm de long x 0,4 cm) est gris rouillé ou semblable au chapeau. 
C'est une espèce à sporée noire.

## Propriétés
Panaeolus sphinctrinus a déjà fait l'objet d'observations de toxicité chez certaines personnes. Selon le mycologue Marcel Bon, le genre Panaeolus manifeste des propriétés hallucinogènes inconstantes. Il est donc prudent d'éviter de consommer le panéole à gaine.